# Gran Premio motociclistico dell'Indonesia 1997
Il Gran Premio motociclistico dell'Indonesia 1997 fu il quattordicesimo appuntamento del motomondiale 1997. Si svolse il 28 settembre 1997 al Sentul International Circuit. È stata la seconda edizione del Gran Premio svoltosi in Indonesia ed ha visto vincere la Honda di Tadayuki Okada nella classe 500, Max Biaggi nella classe 250 e Valentino Rossi nella classe 125.
Dopo questa edizione il GP viene tolto dal calendario del motomondiale, per poi rientrare nel 2022.

## Classe 500

### Arrivati al traguardo
| Pos. | Nº | Pilota           | Squadra               | Motocicletta | Giri | Tempo     | Griglia | Punti |
| ---- | -- | ---------------- | --------------------- | ------------ | ---- | --------- | ------- | ----- |
| 1º   | 7  | Tadayuki Okada   | Repsol Honda          | Honda        | 30   | 43:22.010 | 2º      | 25    |
| 2º   | 1  | Mick Doohan      | Repsol Honda          | Honda        | 30   | +0.069    | 1º      | 20    |
| 3º   | 2  | Àlex Crivillé    | Repsol Honda          | Honda        | 30   | +10.991   | 3º      | 16    |
| 4º   | 18 | Nobuatsu Aoki    | Rheos ELF F.C.C. T.S. | Honda        | 30   | +11.783   | 7º      | 13    |
| 5º   | 5  | Norifumi Abe     | Yamaha Team Rainey    | Yamaha       | 30   | +12.193   | 8º      | 11    |
| 6º   | 8  | Carlos Checa     | MoviStar Honda Pons   | Honda        | 30   | +15.950   | 6º      | 10    |
| 7º   | 24 | Takuma Aoki      | Repsol Honda          | Honda        | 30   | +30.887   | 10º     | 9     |
| 8º   | 20 | Sete Gibernau    | Yamaha Team Rainey    | Yamaha       | 30   | +42.057   | 11º     | 8     |
| 9º   | 10 | Kenny Roberts Jr | Marlboro Team Roberts | Modenas KR3  | 30   | +42.812   | 13º     | 7     |
| 10º  | 19 | Doriano Romboni  | IP Aprilia Racing     | Aprilia      | 30   | +46.526   | 4º      | 6     |
| 11º  | 16 | Jürgen Fuchs     | Elf 500 Roc           | Elf 500      | 30   | +50.816   | 9º      | 5     |
| 12º  | 6  | Daryl Beattie    | Lucky Strike Suzuki   | Suzuki       | 30   | +50.866   | 12º     | 4     |
| 13º  | 27 | Peter Goddard    | Lucky Strike Suzuki   | Suzuki       | 30   | +1:00.050 | 18º     | 3     |
| 14º  | 9  | Alberto Puig     | MoviStar Honda Pons   | Honda        | 30   | +1:05.583 | 17º     | 2     |
| 15º  | 22 | Kirk McCarthy    | Red Bull Yamaha WCM   | Yamaha       | 30   | +1:05.948 | 19º     | 1     |
| 16º  | 55 | Régis Laconi     | Tecmas Honda Elf      | Honda        | 30   | +1:06.675 | 16º     |       |
| 17º  | 17 | Lucio Pedercini  | Team Pedercini        | ROC Yamaha   | 29   | +1 giro   | 21º     |       |
| 18º  | 25 | Laurent Naveau   | Millet Racing         | ROC Yamaha   | 29   | +1 giro   | 23º     |       |

### Ritirati
| Nº | Pilota                   | Squadra               | Motocicletta | Giri | Griglia |
| -- | ------------------------ | --------------------- | ------------ | ---- | ------- |
| 12 | Jean-Michel Bayle        | Marlboro Team Roberts | Modenas KR3  | 20   | 14º     |
| 15 | Frédéric Protat          | Soverex FP Racing     | Honda        | 17   | 24º     |
| 3  | Luca Cadalora            | Red Bull Yamaha WCM   | Yamaha       | 14   | 5º      |
| 14 | Juan Borja               | Elf 500 Roc           | Elf 500      | 13   | 15º     |
| 4  | Alex Barros              | Honda Gresini         | Honda        | 11   | 20º     |
| 21 | Jurgen van den Goorbergh | Millar MQP            | Honda        | 11   | 22º     |

## Classe 250

### Arrivati al traguardo
| Pos. | Nº | Pilota               | Squadra                      | Motocicletta | Giri | Tempo     | Griglia | Punti |
| ---- | -- | -------------------- | ---------------------------- | ------------ | ---- | --------- | ------- | ----- |
| 1º   | 1  | Max Biaggi           | Marlboro Team Kanemoto Honda | Honda        | 28   | 41:35.549 | 1º      | 25    |
| 2º   | 5  | Tōru Ukawa           | Benetton Honda               | Honda        | 28   | +6.592    | 5º      | 20    |
| 3º   | 19 | Olivier Jacque       | Chesterfield Elf Tech 3      | Honda        | 28   | +7.979    | 2º      | 16    |
| 4º   | 31 | Tetsuya Harada       | Aprilia Racing               | Aprilia      | 28   | +9.297    | 3º      | 13    |
| 5º   | 12 | Takeshi Tsujimura    | F.C.C. Technical Sports      | TSR-Honda    | 28   | +17.192   | 6º      | 11    |
| 6º   | 7  | Haruchika Aoki       | Matteoni Racing              | Honda        | 28   | +17.246   | 9º      | 10    |
| 7º   | 2  | Ralf Waldmann        | Marlboro Honda               | Honda        | 28   | +17.681   | 4º      | 9     |
| 8º   | 15 | Stefano Perugini     | Nastro Azzurro Aprilia       | Aprilia      | 28   | +45.850   | 8º      | 8     |
| 9º   | 27 | Sebastián Porto      | PR2 YPF - ESCO               | Aprilia      | 28   | +49.571   | 11º     | 7     |
| 10º  | 11 | Jeremy McWilliams    | QUB Team Optimum             | Honda        | 28   | +59.835   | 10º     | 6     |
| 11º  | 8  | Cristiano Migliorati | Axo Inoxmacel                | Honda        | 28   | +1:01.933 | 14º     | 5     |
| 12º  | 21 | Franco Battaini      | Edo Racing                   | Yamaha       | 28   | +1:03.717 | 16º     | 4     |
| 13º  | 18 | Osamu Miyazaki       | Edo Racing                   | Yamaha       | 28   | +1:05.791 | 15º     | 3     |
| 14º  | 65 | Loris Capirossi      | Aprilia Racing               | Aprilia      | 28   | +1:08.297 | 7º      | 2     |
| 15º  | 10 | Luca Boscoscuro      | Dee Cee Racing               | Honda        | 28   | +1:21.612 | 17º     | 1     |
| 16º  | 25 | Oliver Petrucciani   | Mohag Aprilia Racing         | Aprilia      | 27   | +1 giro   | 21º     |       |
| 17º  | 16 | William Costes       | Chesterfield Elf Tech 3      | Honda        | 27   | +1 giro   | 23º     |       |

### Ritirati
| Nº | Pilota            | Squadra              | Motocicletta | Giri | Griglia |
| -- | ----------------- | -------------------- | ------------ | ---- | ------- |
| 99 | Giuseppe Fiorillo | Radiant Racing       | Aprilia      | 24   | 19º     |
| 20 | Noriyasu Numata   | Molenaar Suzuki      | Suzuki       | 18   | 13º     |
| 14 | Jamie Robinson    | Molenaar Suzuki      | Suzuki       | 18   | 22º     |
| 17 | José Luis Cardoso | S.S.P. Competicion   | Yamaha       | 12   | 18º     |
| 28 | Eustaquio Gavira  | Scuderia Mobil 1 AGV | Aprilia      | 10   | 25º     |
| 6  | Luis d'Antín      | S.S.P. Competicion   | Yamaha       | 4    | 12º     |
| 26 | Emilio Alzamora   | Fortuna Honda        | Honda        | 4    | 20º     |

### Non partito
| Nº | Pilota         | Squadra  | Motocicletta | Griglia |
| -- | -------------- | -------- | ------------ | ------- |
| 22 | Kurtis Roberts | PJ1 Oils | Honda        | 24º     |

## Classe 125

### Arrivati al traguardo
| Pos. | Nº | Pilota             | Squadra                   | Motocicletta | Giri | Tempo     | Griglia | Punti |
| ---- | -- | ------------------ | ------------------------- | ------------ | ---- | --------- | ------- | ----- |
| 1º   | 46 | Valentino Rossi    | Nastro Azzurro Aprilia    | Aprilia      | 26   | 41:14.511 | 4º      | 25    |
| 2º   | 8  | Kazuto Sakata      | UGT 3000                  | Aprilia      | 26   | +3.028    | 3º      | 20    |
| 3º   | 5  | Jorge Martínez     | Airtel-Aspar              | Aprilia      | 26   | +5.238    | 1º      | 16    |
| 4º   | 7  | Noboru Ueda        | Team Pileri               | Honda        | 26   | +8.369    | 11º     | 13    |
| 5º   | 3  | Tomomi Manako      | UGT 3000                  | Honda        | 26   | +8.929    | 2º      | 11    |
| 6º   | 2  | Masaki Tokudome    | Docshop Racing            | Aprilia      | 26   | +8.999    | 6º      | 10    |
| 7º   | 21 | Gianluigi Scalvini | Axo Inoxmacel             | Honda        | 26   | +9.313    | 10º     | 9     |
| 8º   | 41 | Yōichi Ui          | Yamaha Kurz               | Yamaha       | 26   | +9.476    | 9º      | 8     |
| 9º   | 72 | Garry McCoy        | Marlboro Team Alfa Bieffe | Aprilia      | 26   | +24.580   | 7º      | 7     |
| 10º  | 15 | Roberto Locatelli  | Axo Inoxmacel             | Honda        | 26   | +30.581   | 8º      | 6     |
| 11º  | 20 | Masao Azuma        | L.B. Racing               | Honda        | 26   | +30.605   | 13º     | 5     |
| 12º  | 24 | Gino Borsoi        | Team Semprucci            | Yamaha       | 26   | +31.029   | 15º     | 4     |
| 13º  | 10 | Lucio Cecchinello  | Spidi Honda LCR           | Honda        | 26   | +31.096   | 17º     | 3     |
| 14º  | 19 | Frédéric Petit     | Team RMS                  | Honda        | 26   | +31.117   | 14º     | 2     |
| 15º  | 22 | Steve Jenkner      | Aprilia - ADAC Sachsen    | Aprilia      | 26   | +32.467   | 19º     | 1     |
| 16º  | 29 | Ángel Nieto Jr     | Airtel-Aspar              | Aprilia      | 26   | +32.853   | 24º     |       |
| 17º  | 17 | Enrique Maturana   | Yamaha Kurz               | Yamaha       | 26   | +33.003   | 12º     |       |
| 18º  | 42 | Shahrol Yuzy       | UGT 3000                  | Honda        | 26   | +33.504   | 16º     |       |
| 19º  | 25 | Josep Sardá        | Finsco Chasis             | Honda        | 26   | +56.451   | 21º     |       |
| 20º  | 39 | Jaroslav Huleš     | L.B. Racing               | Honda        | 26   | +56.520   | 22º     |       |
| 21º  | 62 | Yoshiaki Katō      | Team Semprucci            | Yamaha       | 26   | +59.346   | 20º     |       |

### Ritirati
| Nº | Pilota           | Squadra                   | Motocicletta | Giri | Griglia |
| -- | ---------------- | ------------------------- | ------------ | ---- | ------- |
| 32 | Mirko Giansanti  | Matteoni Racing           | Honda        | 18   | 5º      |
| 33 | Manfred Geissler | UGT 3000                  | Aprilia      | 11   | 18º     |
| 12 | Dirk Raudies     | Finsco Chasis             | Honda        | 10   | 23º     |
| 43 | Xavier Soler     | Marlboro Team Alfa Bieffe | Aprilia      | 10   | 25º     |
| 56 | Irvan Octavianus | Yamaha Indonesia          | Yamaha       | 5    | 28º     |
| 55 | Ahmad Jayadi     | Yamaha Indonesia          | Yamaha       | 1    | 26º     |

### Non partito
| Nº | Pilota       | Squadra          | Motocicletta | Griglia |
| -- | ------------ | ---------------- | ------------ | ------- |
| 53 | Rudi Arianto | Yamaha Indonesia | Yamaha       | 27º     |

### Non qualificato
| Nº | Pilota        | Squadra          | Motocicletta |
| -- | ------------- | ---------------- | ------------ |
| 57 | Arief Budiman | Yamaha Indonesia | Yamaha       |